# 1169
Cette page concerne l'année 1169  du calendrier julien. Pour l'année 1169 av. J.-C., voir 1169 av. J.-C.
L'année 1169 est une année commune qui commence un mercredi.

## Événements

### Proche-Orient
- 2 janvier : Amaury Ier de Jérusalem quitte Bilbeis, en Égypte, pour la Palestine[1].
- 8 janvier : Shirkuh arrive au Caire où il est accueilli en libérateur. Le 18, Saladin assassine de ses propres mains le vizir Shawar avec l’approbation du calife. Il est remplacé par Shirkuh[2].
- 23 mars : mort de Shirkuh à la suite d’un repas trop copieux[3]. Saladin devient vizir de la dynastie fatimide au Caire. Il s’impose en quelques semaines, élimine les fonctionnaires fatimides douteux pour les remplacer par ses proches et écrase une révolte au sein des troupes égyptiennes.

- 20 août : Saladin fait assassiner l’eunuque Mu’tamin al-Khilafa, un conseiller du calife fatimide Al-Adid, qui complotait contre lui avec les Francs, ce qui provoque une révolte des 50 000 hommes de la garde noire au Caire, qui est réprimée le 23 par le frère de Saladin, Turanshah[4].

- 27 octobre : une expédition franco-byzantine met le siège devant Damiette[1]. Mal coordonnée, elle ne parvient pas à prendre la ville ravitaillée par Saladin.
- 13 décembre : Amaury Ier de Jérusalem doit lever le siège de Damiette[5].

### Europe
- 6 janvier : paix de Montmirail[6]. Partage du patrimoine d’Henri Plantagenêt entre ses fils Henri (Normandie et Anjou) et Richard (Aquitaine). Richard Cœur de Lion est fiancé à Adèle de France.
- 4 février : un tremblement de terre détruit Catane, en Sicile[7].

- 8 mars, Russie : André Bogolioubski grand prince de Vladimir-Souzdal, prend et pille Kiev[8]. Il place son jeune frère, Gleb[9] à la tête de Kiev qui perd sa suprématie politique, symbolisée par le titre de grand-prince (fin en 1171). Fin de l’État de Kiev. La Russie devient une fédération de cités-États dispersées, liées par une langue, une religion, des traditions, des coutumes communes et dirigées par les membres de la vaste maison riourikide, généralement en guerre les uns contre les autres.
- Avril : Richard Cœur de Lion, âgé de 12 ans, devient duc d’Aquitaine à Limoges[10].
- 1er - 2 mai : débarquement des troupes du roi Henri II d’Angleterre dans la baie de Bannow, près de Waterford ; les Normands, rejoints par  Dermot MacMurrough assiègent et prennent Wexford[11]. Invasion de l'Irlande par les Anglo-Normands en vertu d’une bulle du pape de 1156 donnant mission au roi d’Angleterre de soumettre les habitants de l’Irlande « pour arracher chez eux la mauvaise graine du vice »[12].

- Mai : Geoffroy II, troisième fils du roi d’Angleterre Henri II Plantagenêt, est solennellement accueilli comme duc de Bretagne dans la cathédrale Saint-Pierre de Rennes. La Bretagne passe ainsi sous la coupe de l’Angleterre[13].

- 8 juin : Henri, futur empereur Henri VI, est élu roi des Romains à la diète de Bamberg puis couronné à Aix-la-Chapelle le 15 août[14]. Frédéric obtient le duché de Souabe. Le Comté de Bourgogne (Franche-Comté) est intégré au Saint-Empire et sera confié à Otton, le troisième fils de Barberousse, avec le titre de comte palatin de Bourgogne[15]. Frédéric Barberousse tient sa cour à Dôle.

- Août : le monastère russe de Saint-Pantéléimenon au mont Athos est remis à des moines russes[16].

- 1er septembre[17] : Henri II d’Angleterre reçoit les légats du pape qui doivent le réconcilier avec Thomas Becket au château de Domfront.

- 11 novembre : majorité d’Alphonse VIII de Castille[18].
- 13 novembre : consécration de l'église Saint-Pierre de Camprodon dans la province de Gérone[19].
- 25 décembre : Henri II Plantagenêt tient sa cour à Nantes où il célèbre les fiançailles de son fils Geoffroy II, âgé de 9 ans, avec  Constance de Bretagne, héritière du duc de Bretagne, Conan IV le Petit. Geoffroy II reçoit l’investiture du duché de Bretagne en présence de la noblesse bretonne[20].

- À la fin de l’année, Roger II Trencavel reprend le contrôle de Béziers avec l’aide du roi Alphonse II d’Aragon ; il fait massacrer la population masculine de la ville pour venger le meurtre de son père Raymond Trencavel, et livre les femmes aux soldats aragonais pour repeupler la ville[6].

- Averroès est nommé cadi de Séville[21].

- Consécration par Thomas Becket, archevêque de Cantorbéry, alors en exil en France, de la chapelle du château de Fontainebleau, sous le double patronage de la Vierge et de Saint Saturnin[22].
- Le patriarche de Constantinople rappelle le métropolite de Kiev Constantin II, qui avait eu une attitude maladroite envers le clergé russe. Soutenu par Andreï Bogolioubski, Polycarpe, abbé des Grottes, devient archimandrite de la Laure des Grottes de Kiev[23].